# Теис
Теис — река в России, протекает в Омской области. Устье реки находится в 155 км по левому берегу реки Оша в районе деревни Шкуново. Длина реки составляет 20 км.

## Данные водного реестра
По данным государственного водного реестра России относится к Иртышскому бассейновому округу, водохозяйственный участок реки — Оша, речной подбассейн реки — бассейны притоков Иртыша до впадения Ишима. Речной бассейн реки — Иртыш.